# غار کومیستاوی
غار کومیستاوی (به لاتین: Prometheus Cave Natural Monument) یک غار در گرجستان است.